# Romano Bilenchi
Romano Bilenchi (n. 9 noiembrie 1909, Colle di Val d'Elsa, Toscana, Italia – d. 18 noiembrie 1989, Florența, Italia) a fost un scriitor italian.